# 가지키정
가지키정(일본어: 加治木町)은 일본 가고시마현 중부에 있던 아이라군의 정이다. 2010년 3월 23일에 같은 아이라 군의 가모정·아이라정과 합병해 아이라시가 성립했다.

## 지리
가고시마현 중부에 위치하고 남쪽으로 가고시마 만에 접하고 있다. 바다에 가까운 남부는 서쪽에서 벳푸 강·아미카케 강·히키야마 강이 흘러 가고시마 만으로 흘러 들어가고 있으며, 이러한 하천이 형성한 충적평야가 합쳐져 아이라 평야를 형성하고 있다. 이 평야는 인접하는 아이라정 남부와도 연결되어 있다. 이 남부 평야 지대에 중심 시가지가 형성되어 있고 가고시마시로부터 교통편이 좋은 최고의 베드타운으로서 발전하고 있다. 북부는 주산즈카바루(十三塚原)로 불리는 시라스로 형성된 대지가 펼쳐져 있고 기리시마시와의 경계에 걸친 밭농사 지대를 이룬다.

### 인접한 자치체
- 기리시마시
- 아이라 군 아이라정

## 역사
- 1889년 4월 1일 - 정촌제 시행으로 아이라군 가지키 촌이 성립하였다.
- 1912년 4월 1일 - 가지키 촌이 정으로 승격해 가지키 정이 되었다.
- 2010년 3월 23일 - 가모정, 아이라정과 합병해 아이라시가 성립하였다.

## 경제
농업은 벼농사가 대부분이고 그 밖에 야채의 재배 등을 실시하고 있다. 전통적인 도자기인 류몬지 도자기의 생산이 오야마다 지구에서 행해지고 있다. 가지키 정의 정사무소 주변에 상가가 입지하고 있지만 국도 10호선 주변으로 신흥 대형점포가 진출하고 있다.

## 교통

### 철도
- 규슈 여객철도 닛포 본선

### 도로
- 규슈 자동차도・히가시큐슈 자동차도
- 국도 10호선

## 참고 문헌
- 角川日本地名大辞典編纂委員会,『角川日本地名大辞典 鹿児島県』1983, 角川書店